# Fiodor Zozula
Fiodor Władimirowicz Zozula (ros. Фёдор Владимирович Зозуля; ur. 27 października?/9 listopada 1907 w Stawropolu, zm. 21 kwietnia 1964 w Moskwie) – radziecki admirał (mianowany w 1955).

## Życiorys
Członek KPZR od 1938. Służbę w marynarce rozpoczął w 1925. W 1928 ukończył Szkołę Marynarki Wojennej im. Michaiła Frunzego oraz - w 1934 - Akademię Marynarki Wojennej.
Pełnił służbę we Flocie Bałtyckiej, w Wydziale Morskim Sztabu Generalnego. W latach 1939—1941 był szefem sztabu Kaspijskiej Flotylli Wojskowej, zastępcą szefa sztabu Floty Bałtyckiej, szefem Kronsztadzkiej Bazy Marynarki Wojennej, od grudnia 1941 szefem sztabu Białomorskiej Flotylli Wojskowej.
Po ataku Niemiec na ZSRR uczestniczył w operacjach zabezpieczających przejście floty z Tallina do Krosztadu i w obronie Leningradu. W latach 1943—1944 był zastępcą szefa Zarządu Operacyjnego Głównego Sztabu Morskiego, od listopada 1944 dowodził Kaspijską Flotyllą Wojskową.
W latach 1946—1947 był szefem sztabu Floty Bałtyckiej, w 1947 szefem zarządu Głównego Sztabu Marynarki Wojennej. Od lipca 1947 do lutego 1950 dowodził Flotą Bałtycką. W latach 1950—1953 był szefem (komendantem) Akademii Marynarki Wojennej im. Kryłowa, w latach 1953—1958 zastępcą szefa Sztabu Generalnego, w latach 1958—1964 szefem Głównego Sztabu Marynarki Wojennej i pierwszym zastępcą Głównodowodzącego Marynarką Wojenną.
Jego imieniem nazwano jeden z krążowników rakietowych projektu 1134 „Admirał Zozula”.

## Nagrody i odznaczenia
- Order Lenina;
- Order Czerwonego Sztandaru - trzykrotnie;
- Order Czerwonej Gwiazdy - dwukrotnie;
- medale.